# Kanzashi

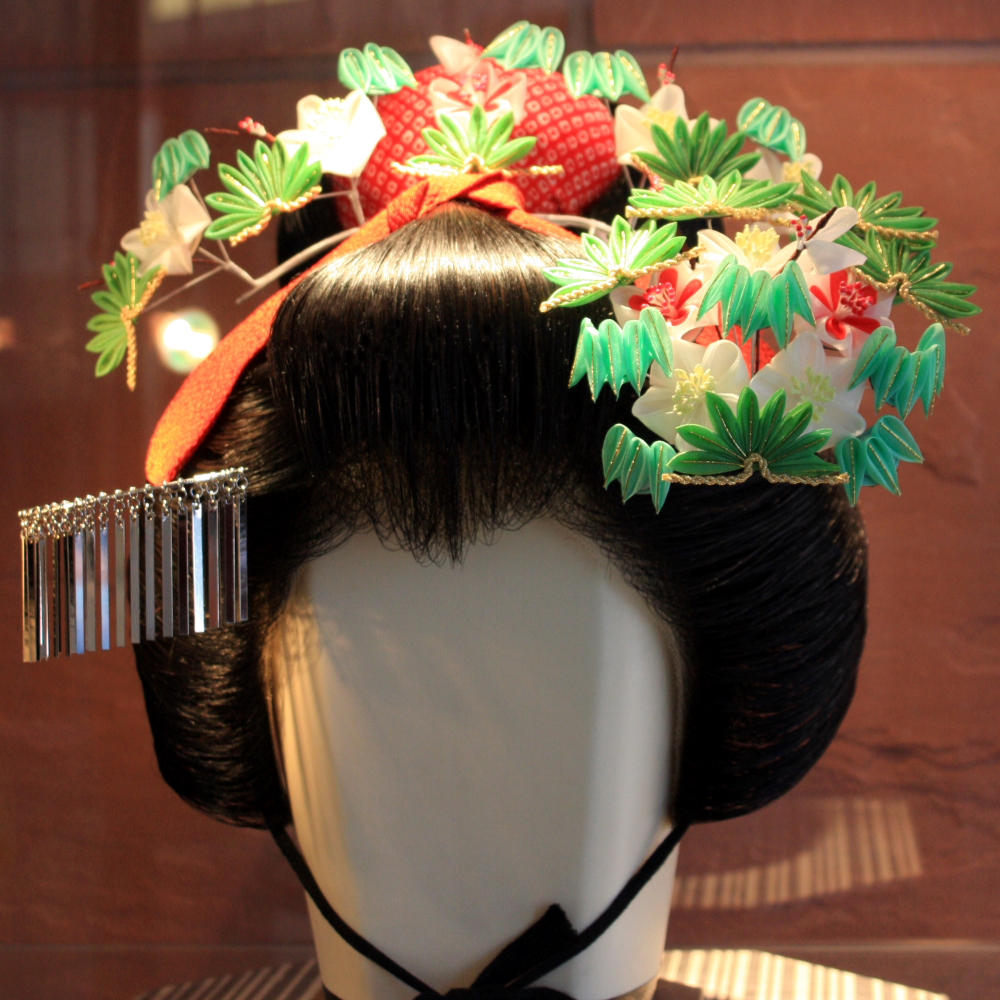
Un tsumami kanzashi de janvier porté par une maiko.

Les Kanzashi (簪) sont des ornements traditionnels japonais, portés dans les cheveux pour agrémenter les coiffures des femmes. Certains modèles, comme les longues épingles en métal, pouvaient aussi être utilisés comme armes d’auto-défense.
Dans le monde occidental, le terme kanzashi désigne aussi les fleurs de tissu plié appelées au Japon tsumami kanzashi, ou les techniques utilisées pour confectionner ces fleurs.

## Histoire
Les kanzashi apparaissent au Japon durant l’ère Jomon. À cette période, un fin bâton ou une épingle étaient supposés posséder des pouvoirs mystiques, et ils étaient utilisés pour éloigner de leur porteur les esprits maléfiques. Cette époque voit aussi l’apparition de l’ancêtre du peigne ornemental japonais.
Sous l’ère Nara, de nombreux éléments de la culture chinoise sont importés au Japon, comme le zan (qui s’écrit avec le même caractère chinois que kanzashi) et d'autres ornements de coiffures. Au cours de la période Heian, le style traditionnel de coiffure évolue : alors que les cheveux étaient auparavant attachés en chignon sur le haut de la tête, ils sont désormais portés longs, et éventuellement attachés plus bas. Le terme kanzashi commence alors à être utilisé comme mot générique pour tous les ornements de coiffure, dont les peignes et les épingles. Puis, durant la période Azuchi-Momoyama, les coiffures changent à nouveau, passant de la taregami (垂髪), consistant à arborer de longs cheveux raides, à la plus grande variété de styles, désignée sous le nom de « coiffure japonaise » (日本髪, nihongami) qui emploie de plus en plus d’ornements.
L’usage des kanzashi se généralise au cours de la période d'Edo, alors que les coiffures deviennent plus imposantes et plus complexes et arborent un plus grand nombre d’ornements. Les différents corps d’artisanat produisent des ouvrages finement décorés, dont certains peuvent être utilisés comme armes défensives (comme des épingles en métal sculpté). L’art des kanzashi culmine à la fin de cette période, avec la création de nombreux styles et modèles d’ornements.
De nos jours, les kanzashi sont le plus souvent portés avec des costumes traditionnels par les mariées, les femmes portant quotidiennement ces costumes, comme les geishas, les tayū et les yujo, ou encore les pratiquantes de la cérémonie du thé japonaise et de l'ikebana. Cependant, certaines jeunes femmes japonaises souhaitant ajouter une touche d’élégance et d’originalité à des tenues professionnelles peuvent opter pour les kanzashi.
Les types et styles de kanzashi possèdent chacun des significations, ce qui permet à un connaisseur de déduire de la coiffure d’une geisha son statut et d’autres informations, à partir des ornements choisis et de leurs positions. Les maiko (apprenties geishas) portent généralement des kanzashi plus nombreux et plus élaborés que leurs aînées et leurs coiffures suivent des traditions strictes, avec des motifs précis formés par ces ornements.
Le tsumami kanzashi a été officiellement désigné comme un artisanat traditionnel de la région de Tokyo en 1982. Les artisans professionnels initiés selon les traditions passent par une période d’apprentissage pouvant durer de cinq à dix ans. Leur nombre dans le pays a fortement diminué, passant de quinze à cinq de 2002 à 2010 selon des estimations,. Cependant, les techniques de pliage servant à créer les fleurs du tsumami kanzashi se sont répandues, grâce à des livres d’explications, des kits et des tutoriels proposés par exemple par le Musée du tsumami kanzashi du quartier de Shinjuku. Certains élèves ont contourné le système d'apprentissage traditionnel et se sont établis comme artisans professionnels indépendants de tsumami kanzashi au Japon.

## Types dekanzashi

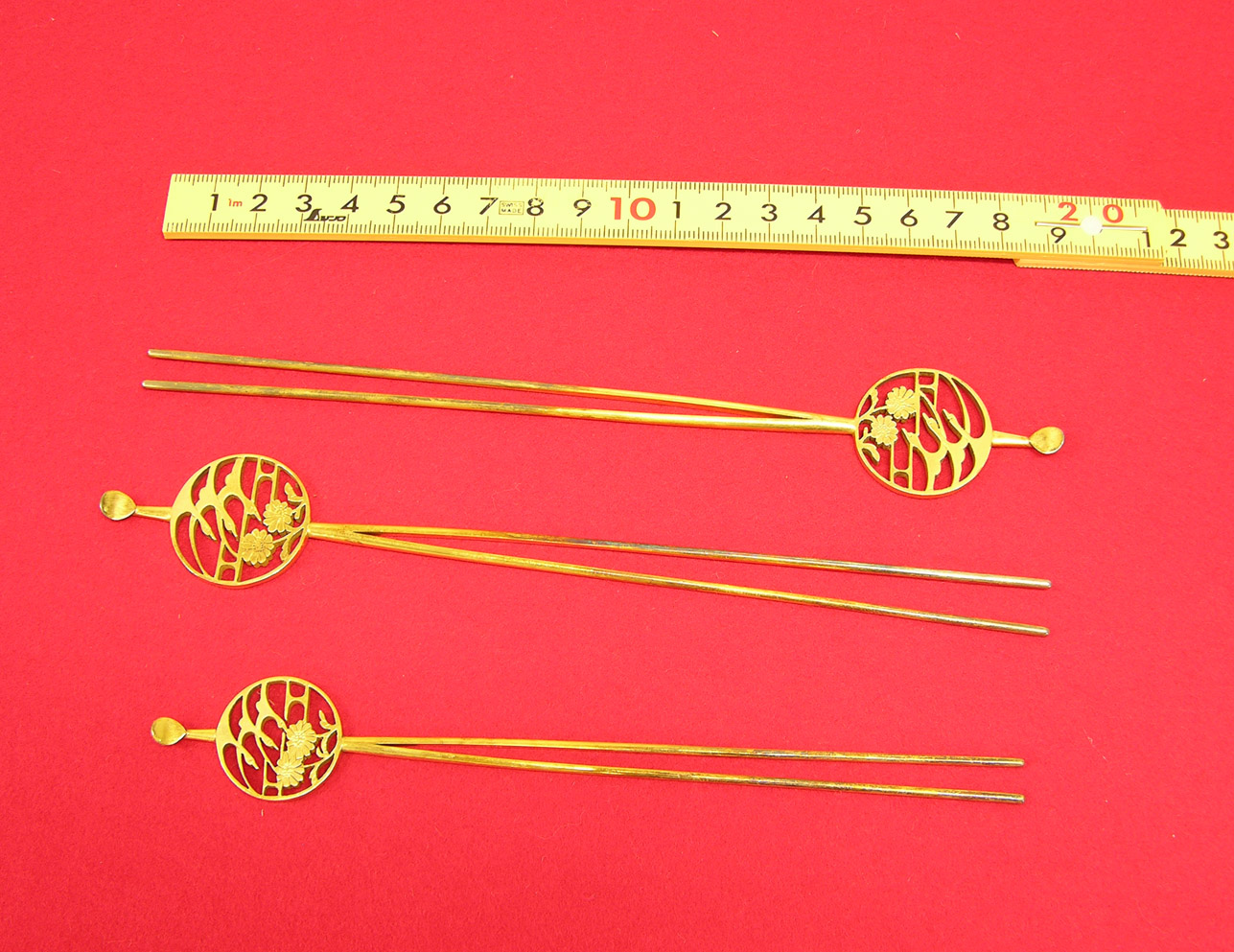
Épingles en laiton plaqué or, broche kanzashi, période inconnue.

Les matières premières pour la fabrication de kanzashi sont nombreuses ; on compte parmi elles le bois laqué, des métaux plaqués d’or ou d’argent, l’écaille de tortue ou la soie, et plus récemment des matières plastiques. Les premiers kanzashi en bakélite sont désormais des pièces de collection prisées.
Il existe plusieurs styles de kanzashi, qui peuvent être combinés dans des arrangements traditionnels représentant des fleurs ou des saisons. Aujourd'hui, seules les maiko portent encore ces arrangements complexes.

### Styles dekanzashi

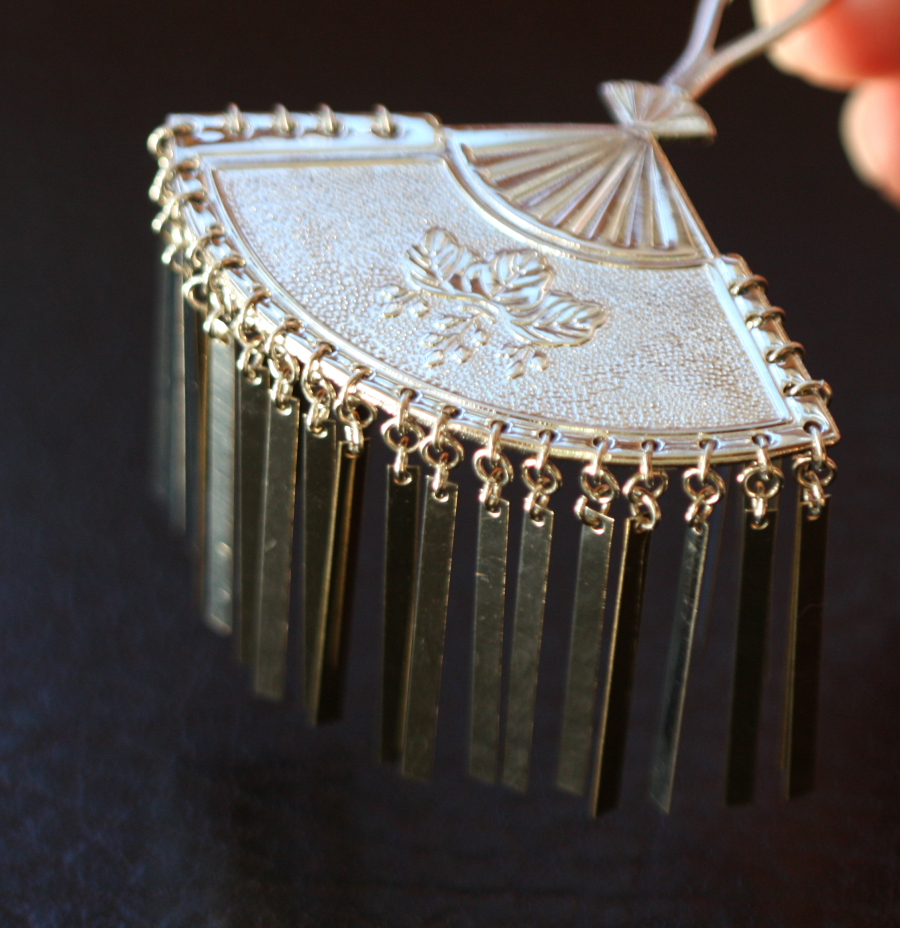
Ogi-bira kanzashi.

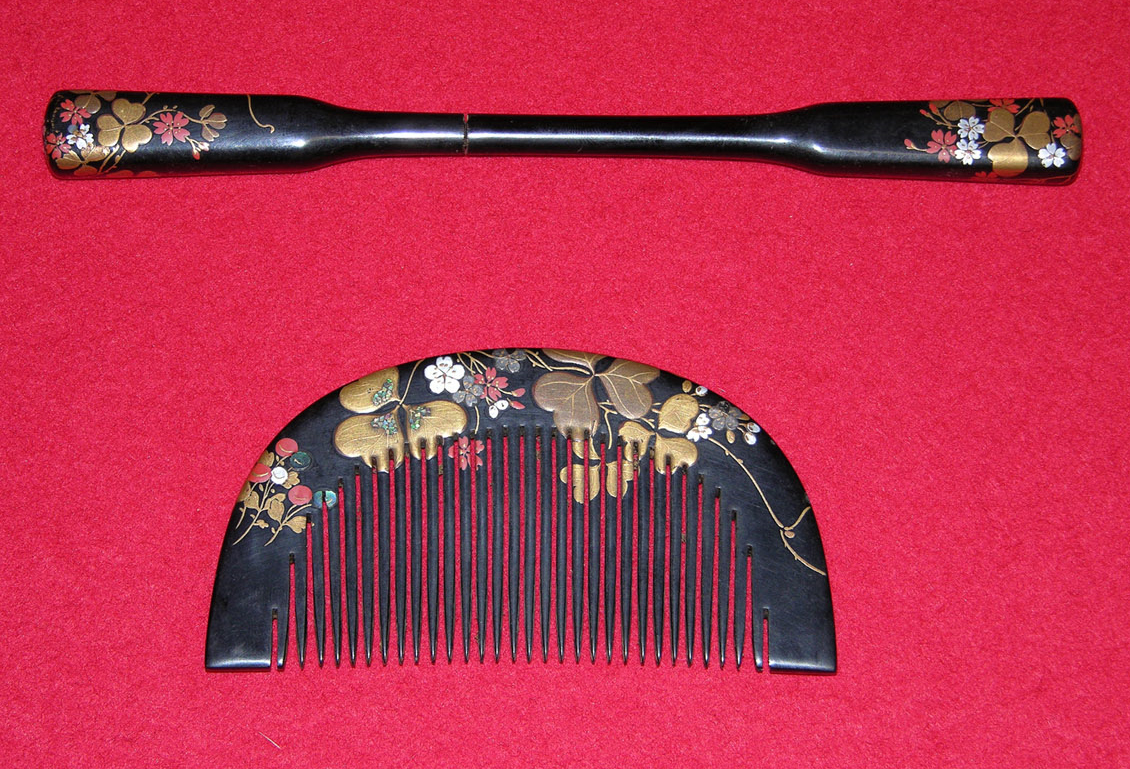
Un kogai et un kushi.

- Bira-bira : également appelé « style flottant » ou « pendant », composé soit de bandes de métal attachées par de petits anneaux au corps de l'ornement, tintant les unes contre les autres au gré des mouvements de la tête (ce qui est parfois accentué par de petites cloches) ; soit de longues chaînes de fleurs de soie, appelées shidare.
- Kogai : constitué de deux pièces de bekko (écaille de tortue naturelle ou artificielle), ou d'autres matériaux comme la céramique ou le metal ; il dispose d’un décor à chaque extrémité. Le mot kogai signifie « épée » et se réfère à la forme de deux pièces composent le kanzashi : une épée et son fourreau. Ils sont souvent vendus avec un peigne kushi assorti.
- Tama : des épingles portant une boule, ou perle de couleur, à leur extrémité. Selon la tradition, un tama rouge est porté d’octobre à mai et un tama vert de juin à septembre.
- Kushi : il s’agit des peignes kanzashi, généralement de forme arrondie ou rectangulaire et fabriqués en écaille de tortue ou en bois laqué. Ils sont souvent incrustés de nacre ou de dorures, et placés dans un mage (un macaron ou un chignon). La partie pleine du peigne est souvent large, pour laisser de la place aux motifs décoratifs, qui s’étendent fréquemment sur les dents du peigne. Les « peignes-fleur », ou hanagushi, sont réalisés en collant des pétales de soie pliée sur une base en bois, et constituent une alternative populaire et moins formelle au kushi.
- Dome kanoko : accessoires fortement incrustés d’éléments précieux, proches du bijou ; ils peuvent comporter de l'or, de l'argent, de l'écaille de tortue, du jade, du corail, des perles ou des pierres semi-précieuses. Leur forme la plus commune est  arrondie, mais on trouve aussi des fleurs et des papillons parmi les plus populaires. Le kanoko est porté à l'arrière de la wareshinobu, la coiffure de la jeune maiko, et possède deux épingles qui maintiennent fermement le bijou dans le mage.
- Ōgi : aussi appelé « style princesse », désigne une épingle métallique portant de fins fils métalliques. La tête de l’épingle est en forme d’éventail et peut porter un kamon. Ils sont généralement portés par les maiko dans les cheveux, juste au-dessus de leur tempe. Les nouvelles maiko en portent deux au premier jour de leur initiation (misedashi).
- Tachibana : composé de deux épingles d’argent, il est porté par les maiko avec leur coiffure wareshinobu.
- Hirauchi : porte une décoration plate et ronde.
- Maezashi : également appelé dome bira, il se porte sur le bira-bira.
- Miokuri : formé de bandes de métal ouvragé.
- Bonten : ornement en argent, rond, avec une touche de rose.
- Kanoko : tube de tissu vivement coloré.
- Chirimen tegarami : un nœud de tissu, en forme de triangle.

### Hana kanzashi
Le hana kanzashi est la cascade de fleurs caractéristiques des maiko. Les fleurs sont construites par la technique du tsumami, qui consiste à plier et pincer à l’aide de pinces fines des carrés de soie, qui forment les pétales. Ceux-ci sont ensuite assemblés pour former les fleurs, qui comportent entre 5 et 75 pétales ou plus, selon la fleur reproduite. Un hana kanzashi est un assemblage de ces fleurs, et peut parfois inclure des bira-bira ou de longues chaînes de pétales, conçues pour ressembler aux fleurs pendants de la glycine. Généralement, ils se portent par paires, avec un kanzashi de chaque côté de la tête, souvent avec un kushi assorti et/ou plusieurs fleurs supplémentaires éparpillées sur les cheveux. Les fleurs sont munies de supports de métal ou de carton, attachés à un fil et regroupés pour créer des bouquets ou des arrangements floraux. Des étamines peuvent être ajoutées par souci du détail, grâce à l’utilisation de mizuhiki, une ficelle fine mais solide fabriquée à partir de papier washi, souvent colorée, et utilisée pour les travaux décoratifs.
Les geishas, et plus encore les maiko, portent des hana kanzashi différents selon le mois de l'année.

### Kanzashides saisons

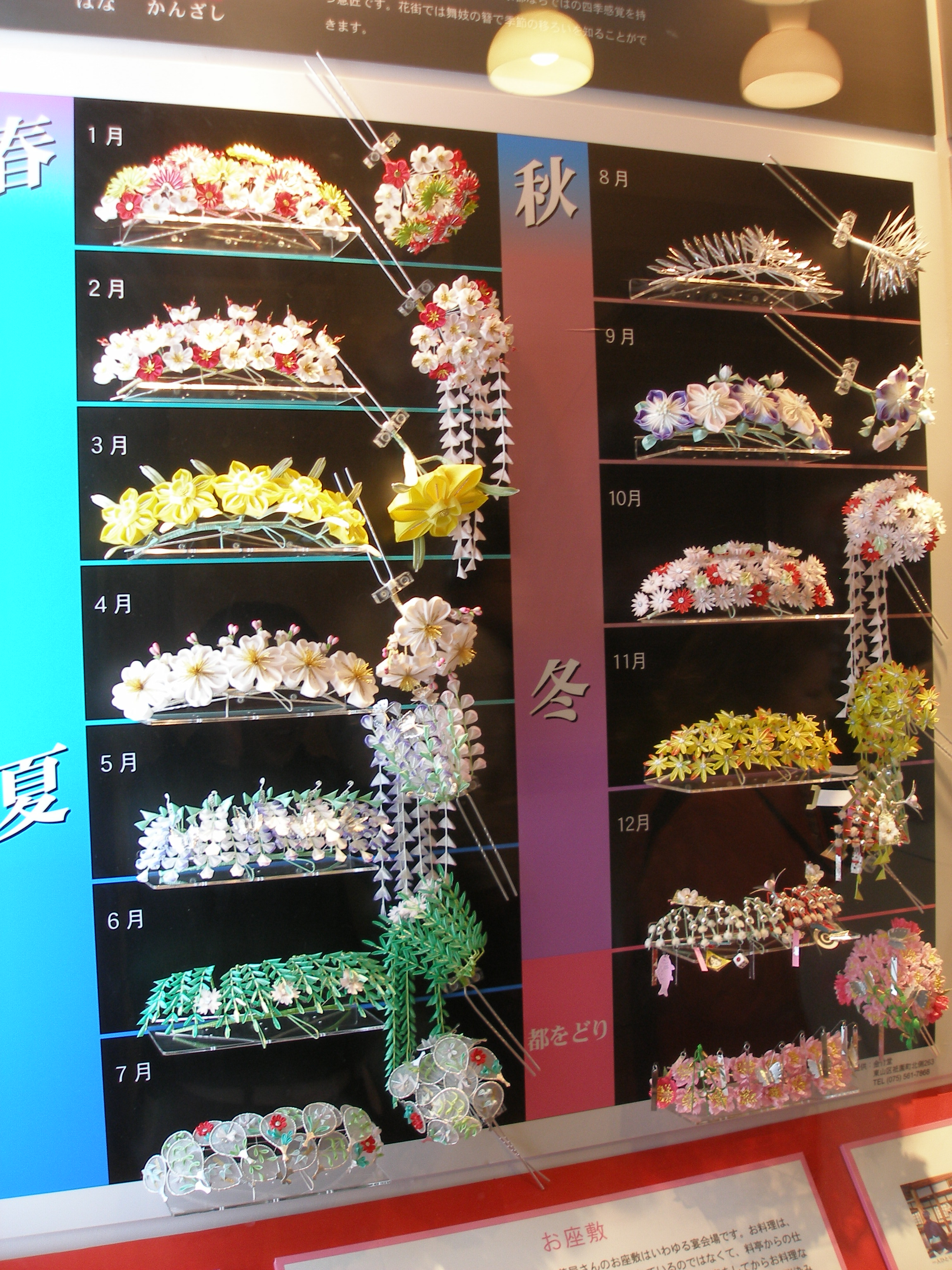
Exemples de kanzashi portés par les maiko selon les différents mois de l'année.

Les traditions japonaises préconisent d’adapter le type de kanzashi à la saison. Cela concerne principalement les geishas et maiko, qui sont les seules femmes japonaises à porter des kanzashi assez souvent pour que les motifs saisonniers soient significatifs. Comme les maiko portent des coiffures et des kanzashi plus élaborés que les geishas, les arrangements saisonniers sont encore plus importantes pour elles.
- Janvier : la conception du kanzashi de janvier varie d'une année à l'autre et recouvre en général les thèmes de bons présages et du Nouvel An japonais. Le motif shōchikubai est un choix populaire, combinant le pin (shō), le bambou (chiku) et les fleurs d’ume (bai). Les couleurs, vert, rouge et blanc, sont celles habituellement associées aux célébrations. Les variantes fréquentes incluent des motifs de moineaux (suzume), de toupies et de raquettes d’un jeu de volant traditionnel (hagoita).
- Février : généralement des fleurs d’ume aux détails d’un rose profond, ou parfois rouge ; ces fleurs sont visibles partout au Japon à ce moment de l’année, et symbolisent l’amour naissant et l’approche du printemps. Un autre thème, moins répandu, reprend le moulin à vent et la boule de fleurs (kusudama) portés pour la fête de Setsubun.
- Mars : fleurs de colza blanches et jaunes (nanohana), papillons, ainsi que des fleurs de pêcher (momo), des narcisses (suisen), des camélias (tsubaki) et des pivoines (botan). Un kanzashi plus rare, présentant les poupées utilisées lors de la fête de Hina Matsuri, peut aussi être vu durant le mois de mars.
- Avril : fleurs de cerisier aux accents d’un rose doux (sakura), mêlées de papillons et de lanternes bonbori, pour signaler l’approche de l’été. La floraison des cerisiers à cette période de l’année est un événement culturel majeur au Japon. On voit aussi souvent des kanzashi présentant un simple papillon (cho) fait de ficelle mizuhiki dorée ou argentée.
- Mai : fleurs de glycine violettes (fuji), et d’iris (ayame) bleues ou roses. L’iris représente le point culminant du printemps, tandis que la glycine est souvent associée à la cour impériale (les événements destinés à l’observation de la glycine étaient prisés par la noblesse japonaise depuis l’ère Heian).
- Juin : des feuilles de saule vertes (yanagi) associées à des fleurs de dianthus (nadeshiko), ou plus rarement des fleurs d’hydrangea (ajisai). Le saule est traditionnellement associé aux geishas, de plus, il s’agit d’un arbre qui adore la pluie, ce qui est approprié pour ce mois de la saison des pluies, tout comme la couleur bleue de l’hydrangea.
- Juillet : les kanzashi mettent en évidence des éventails, généralement du style rond uchiwa, mais aussi parfois repliables (sensu). Ils renvoient à la fête de Gion Matsuri, qui se déroule à cette période. Il s’agit d’un événement célèbre, qui se tient à Gion, le quartier des geisha de Kyoto, et se compose de parades avec des sanctuaires mobiles (mikoshi), et de danses. Les éventails sont alors un élément crucial pour se rafraichir lors des étés japonais chauds et humides. Les motifs du kanzashi des maiko changent tous les ans, selon le thème du festival, mais les plus communs sont les libellules ou des lignes courbes représentant des tourbillons d’eau. D’autres kanzashi portés en juillet représentent des feux d’artifice ou des gouttes de rosée sur l’herbe (tsuyushiba).
- Août : de grandes fleurs de belle-de-jour (asagao), ou de l’herbe susuki ressemblant à une boule d’épines. Les maiko les plus âgées portent des pétales argentés doublés de blanc, tandis que ceux des plus jeunes sont doublés de rose.
- Septembre : fleurs de platycodon (kikyo), dont les tons violets sont généralement associés à l’automne. Elles sont souvent associées à une variété japonaise du trèfle.
- Octobre : chrysanthèmes (kiku). Ces fleurs sont très populaires au Japon, et symbolisent la famille impériale. Les maiko les plus avancées portent une grande fleur, et les plus jeunes un assortiment de petites fleurs. Les couleurs les plus répandues sont les suivantes : rose, blanc, rouge, jaune et violet.
- Novembre : des grappes de feuilles d’automne, notamment d’érable palmé, ou érable japonais. Les feuilles d’érables rougeoyantes sont l’équivalent automnal de la floraison des cerisiers dans la culture japonaise. Les feuilles de ginkgo ou de liquidambar sont aussi représentées.
- Décembre : des gâteaux de riz, mochi, traditionnellement confectionnés à cette période par les Japonais, qui s’en servent pour décorer des arbres, les petits gâteaux représentant des fleurs blanches. Il est donc de bon augure de porter des kanzashi représentant des mochibana, fleurs confectionnées à partir de ces gâteaux de riz. Les kanzashi de décembre comprennent également deux maneki, les plaques nominales utilisées par les acteurs de kabuki, initialement vierges. Les maiko se rendent au théâtre Minamiza pour demander des autographes à leurs deux acteurs préférés. De plus, les maiko les plus âgées portent des kanzashi figurant des feuilles de bambou, tandis que les plus jeunes portent divers porte-bonheurs colorés.
- Nouvel An : pour ces festivités, les maiko et les geishas portent des branches de riz non décortiqué, du côté gauche pour les geishas et droit pour les maiko. Elles arborent aussi des ornements en forme de colombes, dépourvues d’yeux. La tradition veut que les geishas et les maiko dessinent un des deux yeux, et demandent à une personne chère à leurs yeux de compléter le second, afin de leur porter chance pour la nouvelle année.

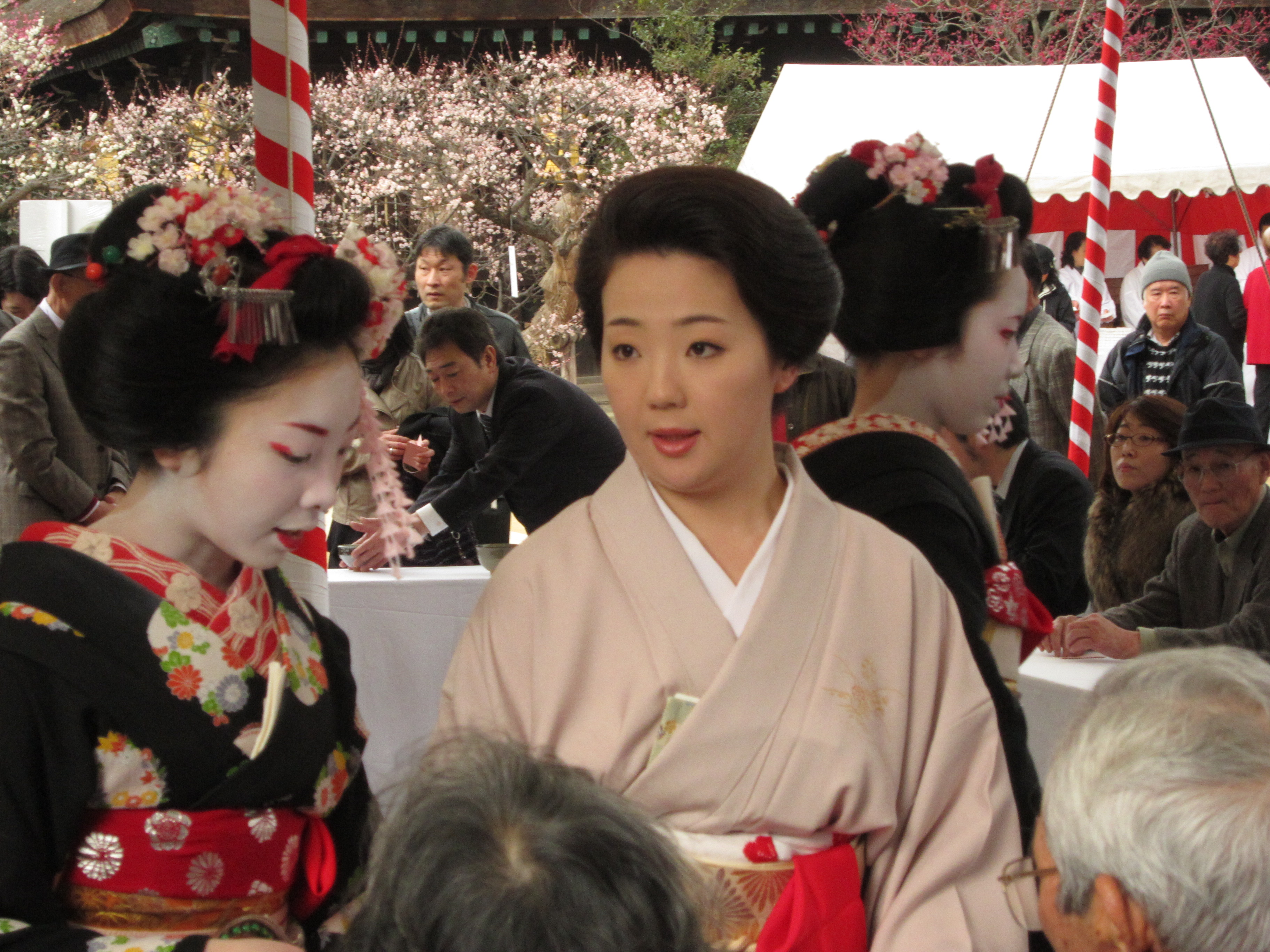
Fleurs de prunier dans les cheveux d’une maiko en février.
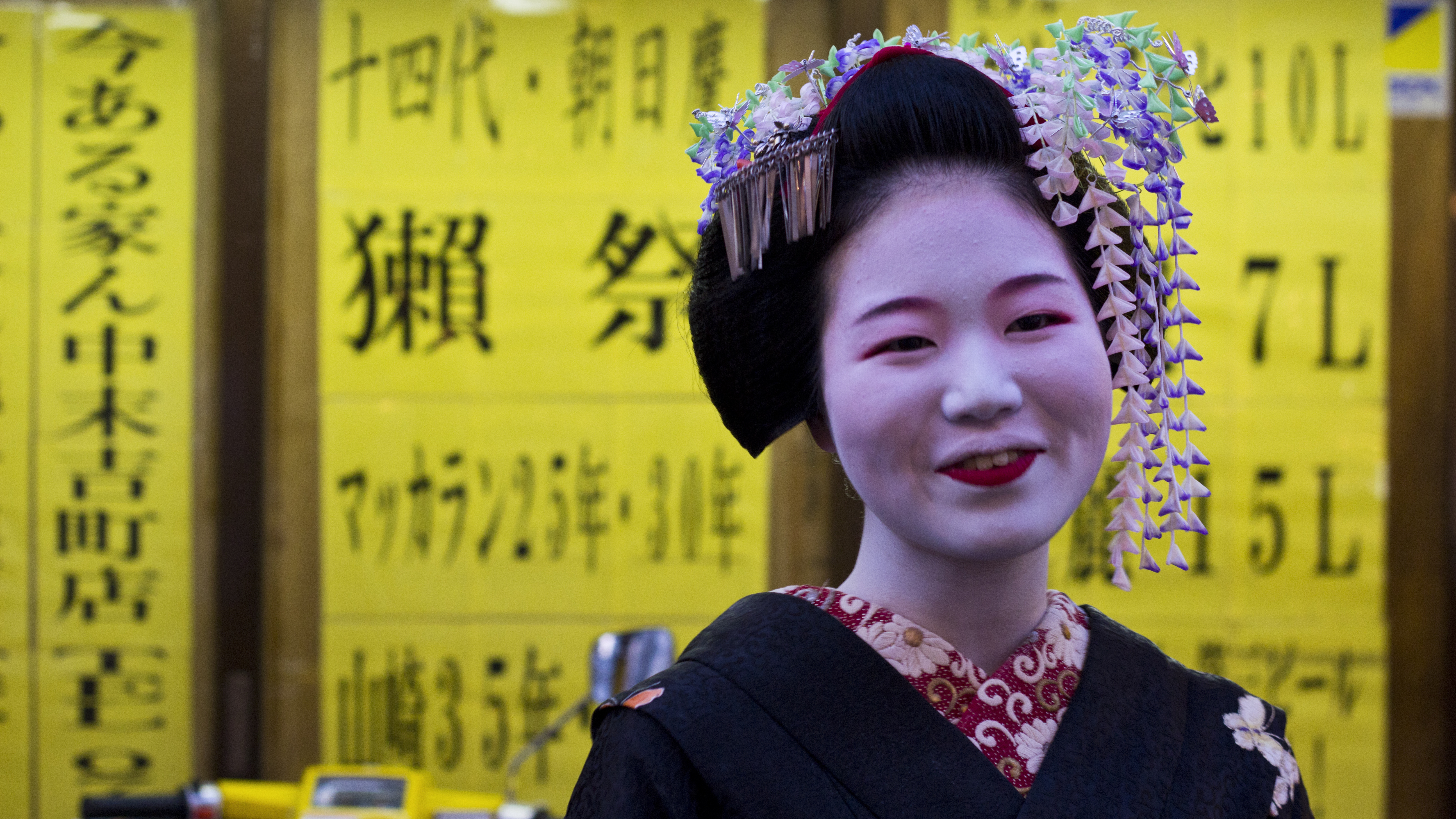
Coiffure de mai d'une maiko avec kanzashi de glycine.
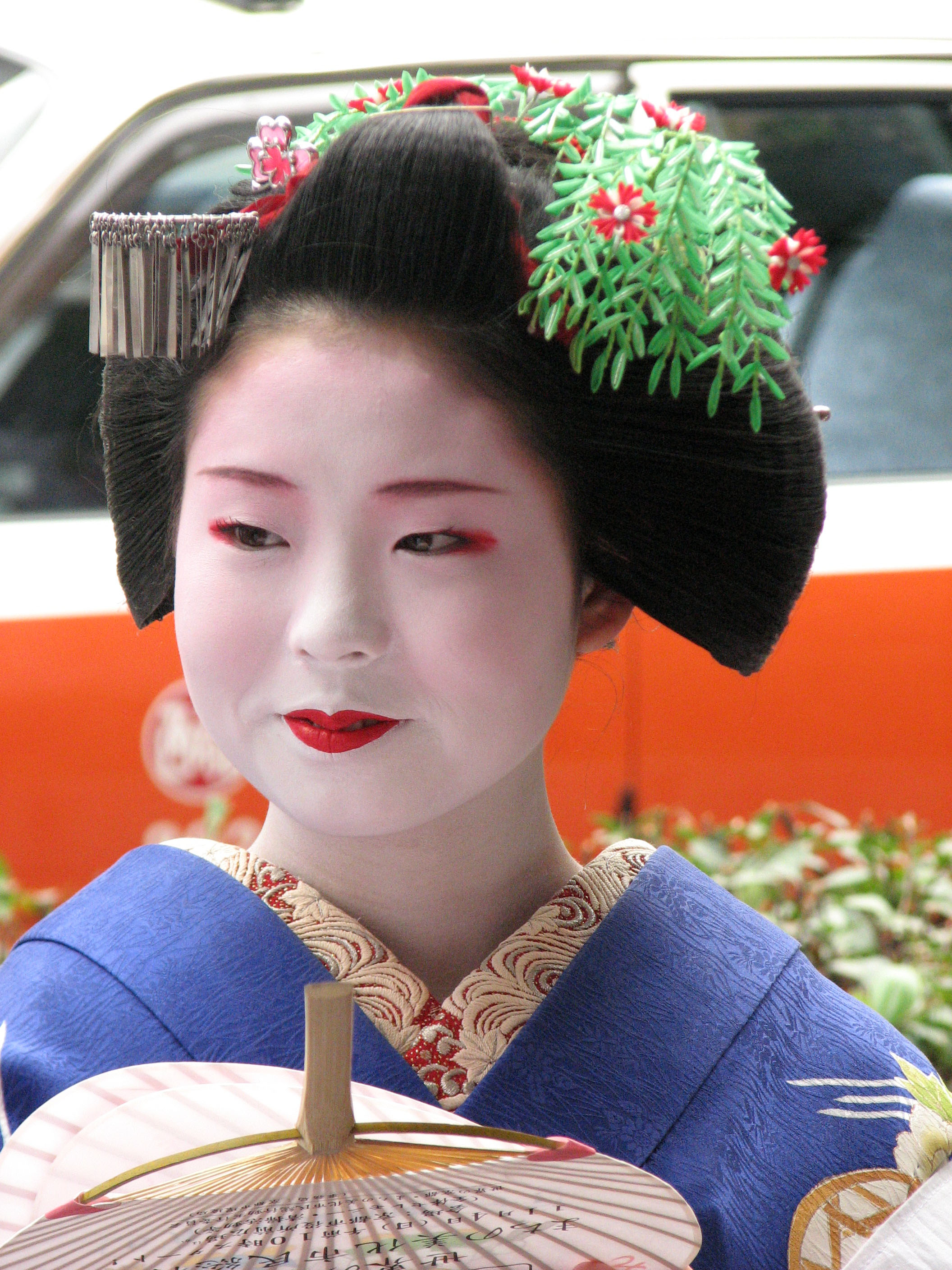
Coiffure de juin d'une maiko avec kanzashi de saule.
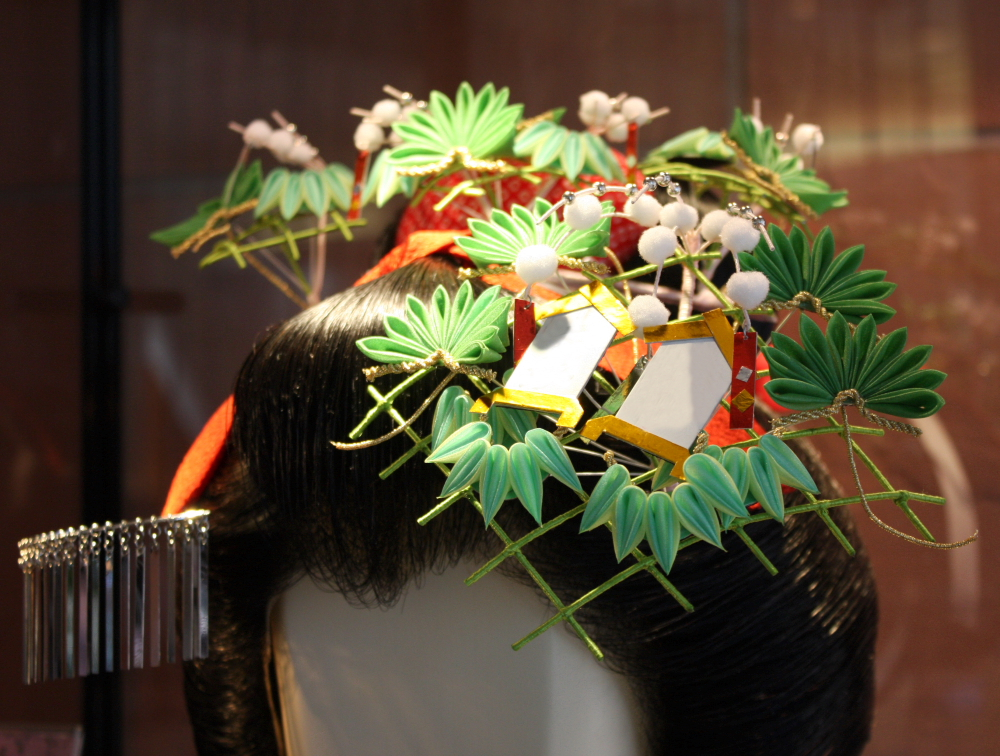
Coiffure et kanzashi de décembre avec les deux maneki vides.
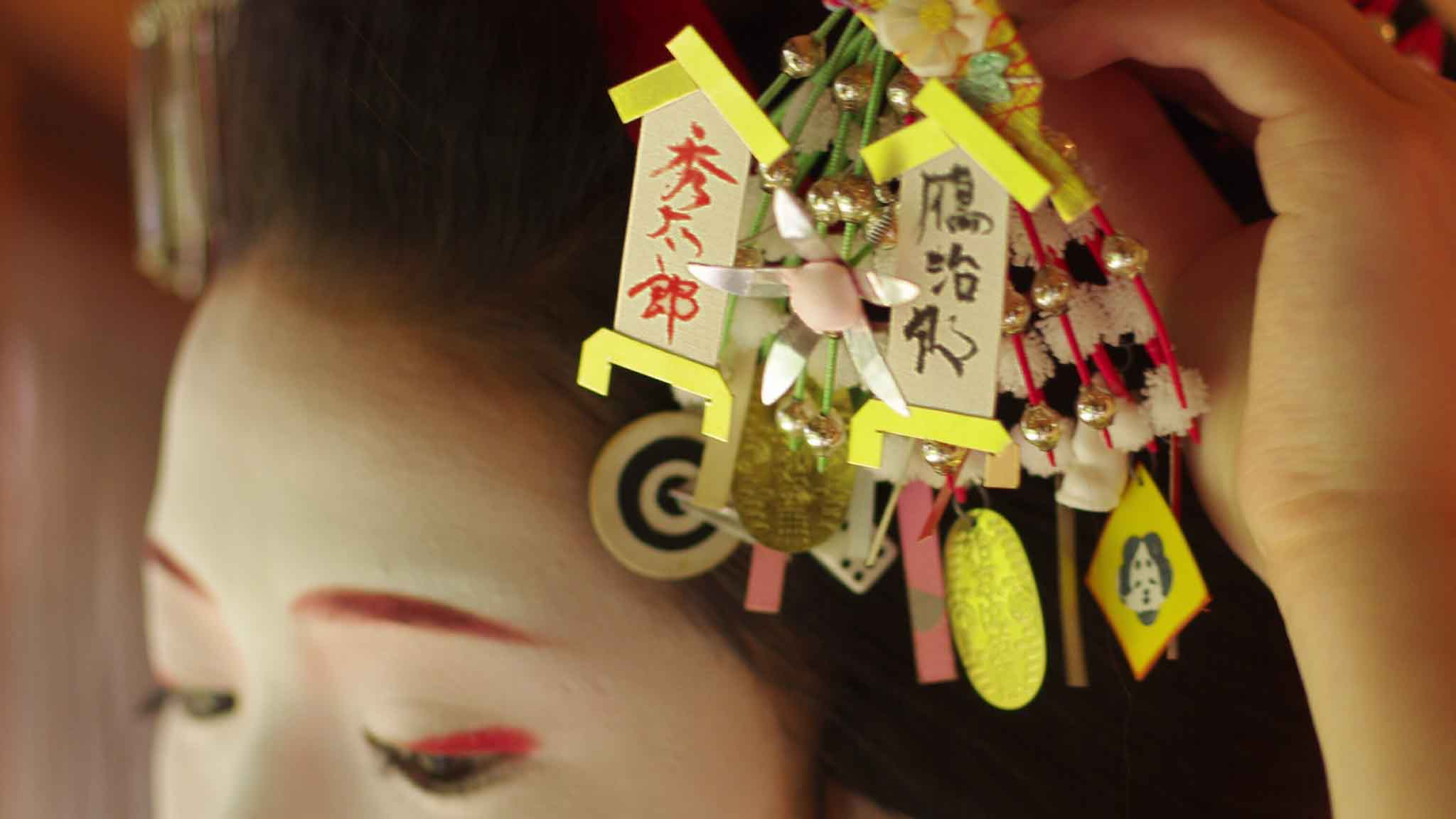
Kanzashi de décembre avec les deux maneki remplis.